# 菊石山
菊石山（きくいしやま）は、飛騨山脈（北アルプス）後立山連峰の北部にある標高1,209.8mの山。新潟県糸魚川市と富山県朝日町にまたがる。古称は下駒ヶ嶽で、犬ヶ岳、寺山(現在の白鳥山)を合わせて下駒三山と言われ、越中の古地図にもよく書かれていた。

## 概要
山名の菊石はアンモナイトの和名で、栂海新道の開削時にジュラ紀の地層である来馬層群に由来するアンモナイト化石が発見されたことに由来する。
山頂は藪に覆われて展望は殆ど無い。

## 登山ルート
白鳥山から栂海新道を辿って1時間半程度で着く。

## 近隣の山
- 黒岩山
- 犬ヶ岳
- 朝日岳